# طاق واشینگتن اسکوئر
طاق واشینگتن اسکوئر، که رسماً طاق واشینگتن نام دارد، یک طاق یادبود مرمری در پارک میدان واشینگتن، در محله گرینیچ ویلج در منهتن جنوبی، شهر نیویورک است.
این ساختمان توسط معمار استنفورد وایت در سال ۱۸۹۱ طراحی شده است، به یادبود صدمین سالگرد تحلیف جورج واشنگتن در سال ۱۷۸۹ به عنوان رئیس جمهور ایالات متحده است و پایانه جنوبی خیابان پنجم را تشکیل می دهد.

## توضیحات
طاق واشنگتن، ساخته شده از سنگ مرمر سفید تاکاهو، توسط استنفورد وایت، که شکل طاق پیروزی رومی را با طرحی نزدیک به طاق قرن اول تیتوس در رم اقتباس کرد، طراحی شد. آنها بناهایی بودند که جمهوری روم و امپراتوران بعدی در سرتاسر امپراتوری برای جشن گرفتن یک پیروزی یا رویداد ساختند. به عنوان مثال، فیگورهای پرنده در اسپندرال های دو طرف طاق، بال های پیروزی هستند. ارتفاع کلی این بنای تاریخی ۷۷ فوت (۲۳ متر) است. اسکله ها ۳۰ فوت (۹.۱ متر) از هم فاصله دارند و دهانه طاق ۴۷ فوت (۱۴ متر) ارتفاع دارد. شمایل‌نگاری طاق بر روی تصاویر جنگ و صلح متمرکز است. روی حاشیه زینتی ۱۳ ستاره بزرگ و ۴۲ ستاره کوچک وجود دارد که با «W» بزرگ در هم آمیخته شده‌اند.
در کتیبه داستان زیر شیروانی آمده است:
بیایید معیاری را مطرح کنیم که عاقل و صادق بتواند آن را اصلاح کند. واقعه در دست خداست.— واشنگتن
در ضلع شمالی اسکله شرقی، مجسمه جورج واشنگتن به عنوان فرمانده کل، همراه با شهرت و شجاعت (۱۹۱۴-۱۹۱۶) اثر هرمون آ. مک نیل قرار دارد.  در کنار رئیس‌جمهور، شهرت (سمت چپ) و شجاعت (راست) قرار دارد. در اسکله غربی، جورج واشنگتن به عنوان رئیس جمهور، همراه با حکمت و عدالت (۱۹۱۷–۱۹۱۸) توسط الکساندر استرلینگ کالدر (پدر الکساندر کالدر)، همراه با چهره‌های عدالت (راست) و حکمت (چپ) قرار دارد. در مجسمه دوم، دستی کتابی را در دست دارد که عبارت لاتین Exitus Acta Probat ("پایان عمل را توجیه می‌کند") در دست دارد. این مجسمه‌ها معمولاً به ترتیب با نام‌های «واشنگتن در جنگ» و «واشنگتن در صلح» شناخته می‌شوند. این چهره‌ها و بیشتر حکاکی‌های روی طاق توسط برادران پیسیریلی انجام شده است.
بر روی آخرین سنگ یک "P" بزرگ به افتخار ایگناتسی یان پادرفسکی، پیانیست مشهور لهستانی و سومین نخست وزیر لهستان، که ۴۵۰۰ دلار جمع آوری شده از یکی از کنسرت های خود در نیویورک اهدا کرد، حک شده است.

## تاریخچه
در سال ۱۸۸۹، توسط تاجر و بشردوست محلی ویلیام راینلندر استوارت (۱۸۵۲-۱۹۲۹) یک طاق یادبود بزرگ از گچ و چوب بر فراز خیابان پنجم درست در شمال پارک میدان واشنگتن برپا شد. استوارت در ۱۷ میدان واشنگتن شمالی زندگی می کرد و دوستانش ۲۷۶۵ دلار به این کار کمک کردند. فراماسونری ها از لژ شماره ۱ سنت جان یک راهپیمایی را از طریق طاق با کتاب مقدس جورج واشنگتن برای مراسم رژه صدمین سالگرد افتتاحیه واشنگتن در سال ۱۸۸۹ رهبری می کنند. طاق موقت آنقدر محبوب بود که پول بیشتری جمع آوری شد و سه سال بعد، طاق سنگی دائمی، طراحی شده توسط معمار استنفورد وایت، برپا شد.
در طول حفاری‌های اسکله شرقی، بقایای انسان، یک تابوت و یک سنگ قبر به تاریخ ۱۸۰۳ در ۱۰ فوت (۳ متر) زیر سطح زمین کشف شد. در هنگام گذاشتن سنگ بنا، فراماسونری ها از لژ شماره ۱ سنت جان دوباره با انجیل افتتاحیه جورج واشنگتن حضور داشتند. طاق در سال ۱۸۹۵ وقف شد. در سال ۱۹۱۸ دو مجسمه از واشنگتن به ضلع شمالی اضافه شد.
در اواخر قرن بیستم، طاق واشنگتن به‌طور گسترده با گرافیتی‌های رنگ‌آمیزی شده با افشانه رنگ مخدوش شده بود. در سال ۲۰۰۳-۲۰۰۴ تمیز و بازسازی شد. در دوران مدرن، طاق میدان واشنگتن به نماد غیررسمی دانشگاه نیویورک تبدیل شده است.

## نگارخانه

نمای شمالی طاق میدان واشنگتن
نمای جنوبی طاق واشنگتن در شب
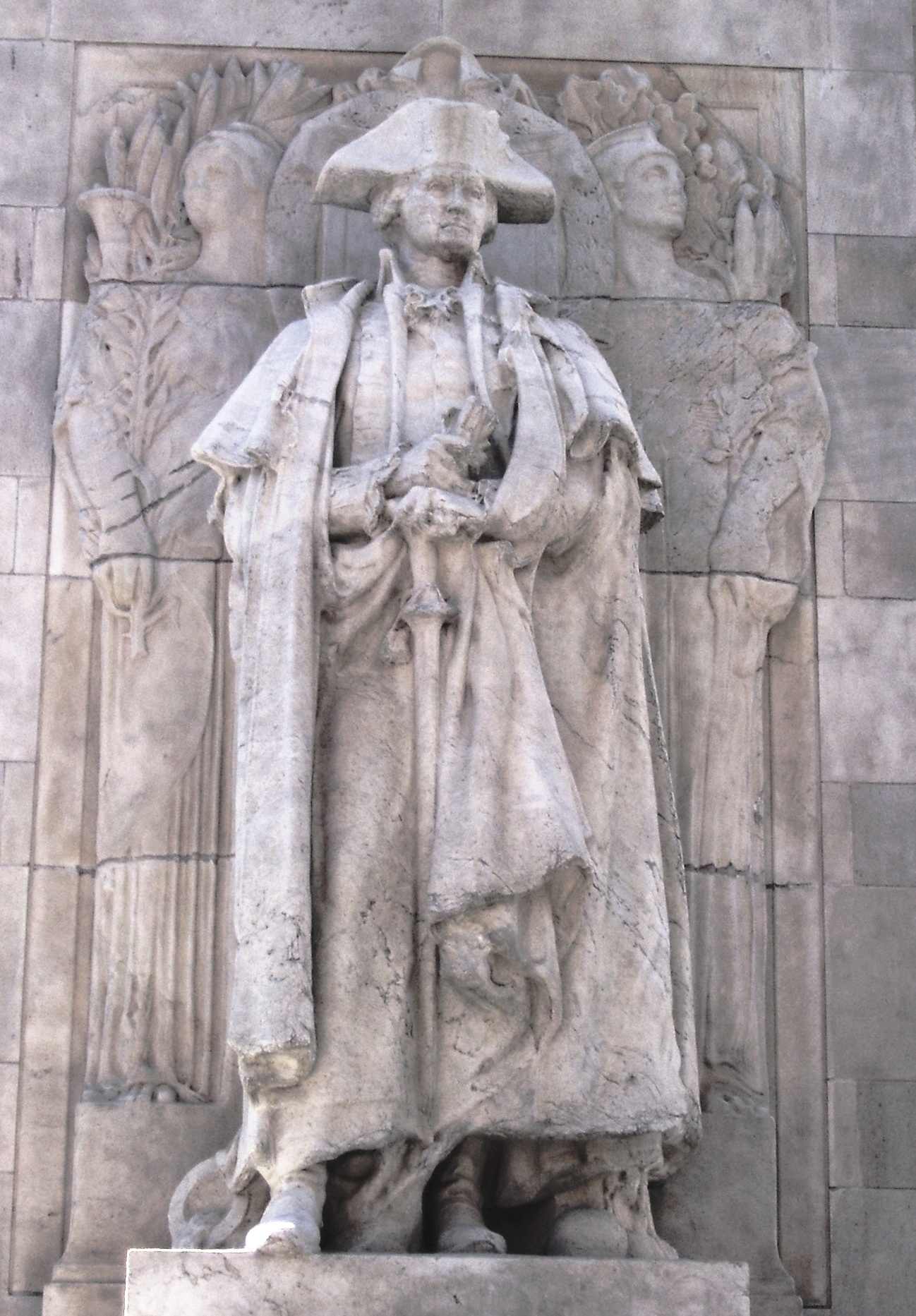
جورج واشنگتن به عنوان فرمانده کل (۱۹۱۴-۱۹۱۶) اثر هرمون آ. مک نیل
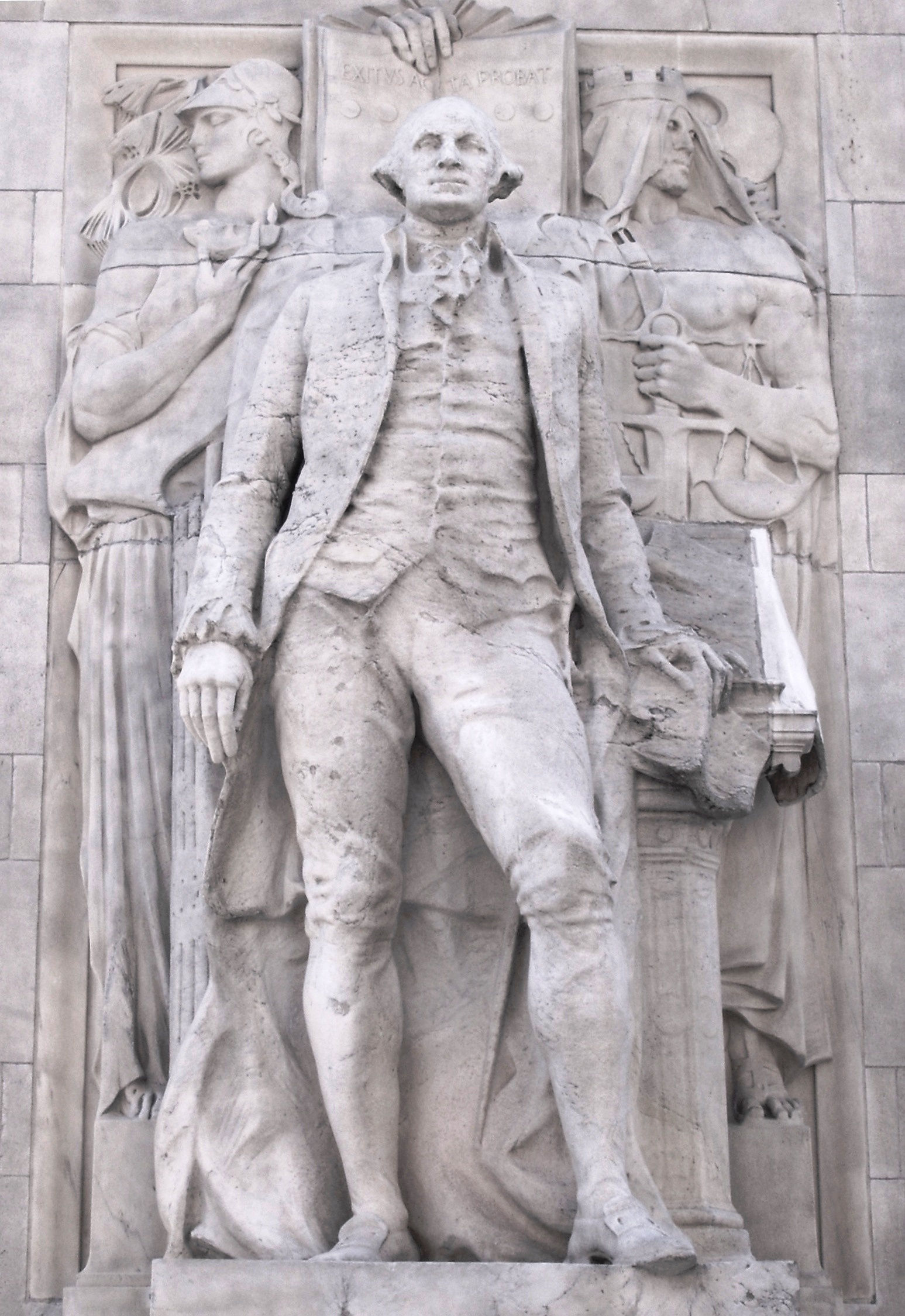
جورج واشنگتن به عنوان رئیس جمهور (۱۹۱۷-۱۹۱۸) توسط الکساندر استرلینگ کالدر